# مرگیم وویوودا
مرگیم وویوودا (انگلیسی: Mërgim Vojvoda؛ زادهٔ ۱ فوریهٔ ۱۹۹۵) بازیکن فوتبال اهل بلژیک است که در حال حاضر برای کومو در پست مدافع بازی می‌کند.
از باشگاه‌هایی که در آن بازی کرده است می‌توان به استاندارد لیژ، تورینو، کارل زایس ینا و سنت ترویدنس اشاره کرد.
وی همچنین در تیم‌های ملی فوتبال زیر ۲۱ سال آلبانی و بزرگسالان کوزوو بازی کرده است.

## دوران باشگاهی

### دوران ابتدایی
وویوُدا محصول سیستم تیم‌های پایهٔ باشگاه‌های مختلف بلژیکی و هلندی همچون JS پیرُوز، CSJ گریونی و ماستریخت است. در سال ۲۰۱۱ و در سن ۱۶ سالگی، به تیم جوانان باشگاه فوتبال استاندارد لیژ پیوست.

#### قرضی به سنت ترویدنس
در ۲۰ اوت ۲۰۱۴، وویوودا به تیم دسته دومی بلژیک یعنی سنت ترویدنس به‌صورت قرضی و برای یک فصل پیوست. در ۸ نوامبر ۲۰۱۴، او نخستین بازی خود را در پیروزی ۱–۰ خارج از خانه مقابل روسلار انجام داد؛ جایی که در دقیقهٔ ۶۳ به‌عنوان بازیکن تعویضی به جای پیر-باپتیست باهرله وارد میدان شد.

#### قرضی به کارل زایس ینا
در ۲۲ ژوئن ۲۰۱۵، وویوُدا به تیم ریجنالیگا نوردوست یعنی کارل زایس ینا پیوست و این انتقال به‌صورت قرضی و برای یک فصل انجام شد. یک ماه بعد، او نخستین بازی‌اش را در پیروزی ۳–۰ خارج از خانه برابر باشگاه فوتبال آورباخ انجام داد؛ جایی که در دقیقهٔ ۷۳ به‌عنوان بازیکن تعویضی به‌جای زورِن آیس‌مان وارد زمین شد.

### موکرون
در ۲۵ ژوئن ۲۰۱۶، وویوُدا به تیم لیگ برتر فوتبال بلژیک یعنی موسکرون پیوست. به موجب مفاد قرارداد، باشگاه فوتبال استاندارد لیژ بند فروش مجدد بازیکن را حفظ کرد که به موجب آن، ۲۵٪ از سود انتقال بعدی به این باشگاه تعلق می‌گرفت. در ۳۰ ژوئیه ۲۰۱۶، او نخستین بازی حرفه‌ای خود را در شکست ۲–۱ خانگی برابر باشگاه فوتبال آندرلشت انجام داد؛ جایی که در ترکیب اصلی قرار داشت.

### بازگشت به استاندارد لیژ
در ۲۷ مه ۲۰۱۹، وویوُدا با امضای قراردادی سه‌ساله به باشگاه فوتبال استاندارد لیژ بازگشت و شمارهٔ پیراهن ۲۷ را دریافت کرد. دو سال بعد، او نخستین بازی خود را برای این تیم در پیروزی ۲–۰ خارج از خانه برابر سیرکل بروژ انجام داد؛ جایی که در ترکیب اصلی قرار داشت.

### تورینو
در ۲۷ اوت ۲۰۲۰، وویوُدا با امضای قراردادی چهار‌ساله به باشگاه سری آ یعنی تورینو پیوست. طبق گزارش‌ها، مبلغ انتقال او ۵٫۵ میلیون یورو بوده‌است. او نخستین گل خود را برای این باشگاه در ۳ مه ۲۰۲۱ به ثمر رساند؛ در پیروزی ۱–۰ خانگی برابر پارما.